# ألان دونكان
ألان دونكان (9 مارس 1980 في المملكة المتحدة - ) (بالإنجليزية: Alan Duncan)‏ هو لاعب كريكت بريطاني. شارك مع منتخب اسكتلندا الوطني للكريكت. أما مع النوادي، فقد لعب مع Buckinghamshire County Cricket Club ‏.

## وصلات خارجية
- ألان دونكان على موقع إي آس بي آن كريك إنفو (الإنجليزية)